# Arne Schmidt Møller
 Der er flere personer med dette navn, se Arne Møller.
Arne Schmidt Møller (født 1955) er en dansk journalist, forfatter og foredragsholder, der i midten af 2000'erne skrev flere bøger om æresdrab og kvinders stilling i muslimske miljøer i Danmark.
Arne Møller er uddannet på Danmarks Journalisthøjskole 1980 og har været kriminalreporter ved BT.